# Afro Poli
Afro Poli est un baryton et un acteur italien né à Pise le 22 décembre 1902 et mort à Rome le 22 février 1988.

## Biographie
Afro Poli naît dans le quartier de San Marco à Pise le 22 décembre 1902. Il reçoit les conseils du maestro Bruno Pizzi à la Società corale pisana où il entre en 1925. Il fait ses débuts dans La traviata au Teatro Verdi de Pise en 1930. Il continue à étudier, à Milan, avec le ténor pisan Gino Neri. Il entre dans la Compagnia teatrale Govoni, expérience qui lui permet d'affiner ses qualités interprétatives et scéniques pour le cinéma. Sa carrière connaît un tournant lorsque le maestro Gino Marinuzzi l'appelle au Teatro dell'Opera di Roma où il débute en 1930 dans l'opéra de Franco Casavola, Il gobbo del califfo, avec le rôle du Dottore, suivi dans la même saison par quatre autres opéras.
Il est engagé pendant dix ans d'affilée au Teatro alla Scala de Milan où il interprète, entre autres, Les Pêcheurs de perles, Adriana Lecouvreur, La Bohème, Così fan tutte, Manon Lescaut, L'amico Fritz, Lodoletta, Iris, L'Arlesiana, Siegfried, L'Or du Rhin, Werther, Falstaff. Il chante dans les plus importants théâtres italiens et étrangers avec un répertoire couvrant plus de cent soixante rôles différents, se distinguant toujours par sa préparation technique et musicale aussi bien que par son talent scénique.
Il chante souvent également à la radio. Le 26 mai 1936 il prend part à la retransmission radiophonique de Simon Boccanegra de Giuseppe Verdi, aux côtés de Carlo Galeffi, Margherita Grandi et Antonio Righetti. Il se rend à Ankara en Turquie, où il continue à chanter et à enseigner. Il s'installe ensuite à Melbourne, en Australie, où il enseigne le chant à de nombreux élèves et donne des cours de perfectionnement de chant lyrique et d'interprétation. Afro Poli est mort à Rome le 22 février 1988. Son corps est inhumé au cimetière suburbain de Pise.

## Discographie

### Disques 78 tours et 33 tours
- Augusto Rotoli (it), Mia sposa sarà la mia bandiera, Visione veneziana, orchestre dirigé par Carlo Sabajno - Grammofono n° R-10812, matricule OM-682/II e OM-683/II, 78 tours.
- Afro Poli, récital, Arie da opere e romanze, Timaclub n° Tima 75, reg. 1932-1954 (inédit), 33 tours

### Œuvre complète
- 1932 :Don Pasquale ( Donizetti), Schipa, Badini, Saraceni, Poli, Callegari, Direction Sabajno, La Voce del Padrone SQSO 53/55 e QUALP 10121, réédition en microsillon 78 tours, n° catalogue 78 tours H.M.V. 10410/24, CD Opera d'Oro no 1224 Mono 2CD.
- 1938 : Turandot (Puccini), Merli, Cigna, Olivero, Poli, Neroni, direction Ghione, Cetra 2066/81 78 tours, réédition en microsillon en 1951, 33 tours Cetra XTLP 1206/3.
- 1938 : Cavalleria rusticana (Mascagni), Rasa, Meloni, Melandri, Poli, Toscani, direction Mascagni, Orchestre et Chœur de l'Opéra italien des Pays-Bas, Teatro dell'Aja, Live Rec. 7 novembre 1938, CD Bongiovanni Bologna (GB 1005-2 - AAD) et Giuld (no 2241 - 2CD).
- 1938 : La Bohème (Puccini), Gigli, Albanese, Menotti, Poli, Baracchi, direction Berrettoni, 'La Voce del Padrone QALP 10077/8, édition en 78 tours n° catalogue 78 tours MMV.D.B. 3448/60, réédition en microsillon en 1955, HMV-EMI.
- 1942 : Falstaff (Verdi), Stabile, Poli, Nessi, Donaggio, direction Erede, Orchestre du Teatro alla Scala de Milan, Telefunken GX-61009, Matrice M.DO-26637/38, 1942.
- 1950 : Don Pasquale (Donizetti), Corena, Poli, Lazzari, Gatta, direction Armando La Rosa Parodi, Orchestre et Chœur de la Scala de Milan, 2LP URLP 228 Urania (rareté).
- 1951 : Il signor Bruschino (Rossini), Bruscantini, Poli, Soley, Noni, Dalamangas, direction Giulini, Rossini, Orchestre et Chœur de la RAI de Milan, mono (Milan, 9/24 septembre 1951), CD : Gop n°66329 DDD, Melodram n°50046 ADD et Walhall E.Series ADD.
- 1951 : L'amico Fritz (Mascagni), Rina Gigli, Beniamino Gigli, Poli, Pirazzini, direction Gavazzeni, Orchestre et Chœur du Teatro San Carlo de Naples, CD Archipel n. 19 2CD AAD.
- 1951 : Don Pasquale (Donizetti), Corena, Poli, La Gatta, Lazzari, direction La Rosa Parodi, Orchestre et Chœur de la Scala de Milan, Urania URLP 228 (2CD Set).
- 1952 : L'elisir d'amore (Donizetti), Valletti, Noni, Bruscantini, Poli, direction Gavazzeni, Orchestre et Chœur de la RAI de Rome, Cetra LPC 1235, réédition Cetra L.P.S. 3235 de 1968, réédition en CD Fonit-Cetra Records, 2CD.
- 1952 : Il trionfo dell'amore (Scarlatti), Berdini, Pini, Poli, Borriello, Zerbini, Zareska, direction Giulini, Orchestre de la RAI de Milan, Cetra LPC 1223. In CD: Urania n. 277 1CD (2005).
- 1952 : Manon (Massenet), Carteri, Prandelli, Clabassi, Poli, direction Gui, Orchestre et Chœur de la RAI de Milan, CD Gop n. 66323 2CD.
- 1953 : Pagliacci (Leoncavallo), Del Monaco, Petrella, Protti, direction Erede, Orchestre et Chœur de Santa Cecilia, Decca LXT 2845/46, édition en 33 tours, réédition en CD mono Urania (2006) e Gop (2005).
- 1956 : Giulio Cesare (Malipiero), Bertocci, Colzani, Barbesi, Mazzini, Capecchi, Cattelani, Angioletti, Mercuriali, Poli, Meletti, direction Sanzogno, Orchestre et Chœur de la RAI de Milan, Live 8 juillet 1956, CD Gop ADD - 2CD.
- 1956 : Madame Butterfly (Puccini), Anna Moffo, Cioni, Poli, Truccato Pace, direction Oliviero De Fabritis, Orchestre et Chœur de la RAI de Milan, CD Gop ADD - 2CD.
- 1957 : Turandot (Puccini), Filippeschi, Noli, Poli, Catania, direction V. Bellezza, Orchestre et Chœur du Teatro San Carlo de Naples, Live, 27 juillet 1957, Arena Flegrea de Naples.
- 1961 : Le maschere (Mascagni), De Muro Lomanto, Cassinelli, Berdini, Tedesco, Poli, Rizzieri, Broggini, Ferrari, Malaspina, Borgioli, Taccani, direction Bartoletti, Orchestre et Chœur du Teatro Verdi de Trieste, Live CD Gala no 731 - 2CD - AAD.
- 1961 : Il piccolo Marat (Mascagni), Rossi-Lemeni, Zeani, Borsò, Rota, Poli, chef de chœur Pizzi, direction O. De Fabritiis, Live 26 octobre 1961, Livourne La Gran Guardia, FONE' 88 F 17-37 (2 CD).
- 1962 : Il piccolo Marat (Mascagni), Rossi-Lemeni, Zeani, Gismondo, Fioravanti, Poli, chef de chœur Pizzi, direction O. Ziino, Live, San Remo 20 janvier 1962, FONIT CETRA CDON 47 (2 CD).

## Filmographie

### Filmographie générale
- 1949 : Amori e veleni de Giorgio Simonelli
- 1950 : Le Prince pirate de Pietro Francisci
- 1956 : Mi permette, babbo! de Mario Bonnard
- 1958 : Les Travaux d'Hercule de Pietro Francisci
- 1963 : L'Aventurier magnifique (La cieca di Sorrento) de Nick Nostro

### Films d'opéra
- 1946 : Lucia di Lammermoor (Donizetti), Mario Filippeschi, Nelly Corradi, Afro Poli, L. Di Lelio, direction Oliviero de Frabitiis, film TV noir et blanc de P. Ballerini.
- 1948 : Cenerentola (Rossini), réalisation de Fernando Cerchio, Lori Randi (voix de la mezzosoprano Fedora Barbieri) : (Angelina), Gino Del Signore (Don Ramiro), Afro Poli (Dandini), Vito De Taranto (Don Magnifico), Franca Tamantini (voix de Fernanda Cadoni Azzolini) : (Tisbe), Orchestre et Chœur du Teatro dell'Opera di Roma, direction Oliviero De Fabritiis.
- Années 1950 : I Pagliacci (Leoncavallo), Afro Poli (voix de Galliano Masini) : (Canio), Gina Lollobrigida, Tito Gobbi (dans le double rôle de Tonio et Silvio), Film TV b/n di M.Costa.
- 1953 : Aïda (Verdi), Sophia Loren (voix de Renata Tebaldi), Afro Poli (voix de Gino Bechi), filmé en noir et blanc colorisé en 2005, VHS (n/b) et DVD (colorisé).
- 1956 : Madama Butterfly (Puccini), Anna Moffo, Renato Cioni, Afro Poli, direction Oliviero De Fabritis, Orchestre et Chœur de la RAI de Milan, noir et blanc, DVD Video Artists Int'l n. 4284.
- 1956 : Tosca (Puccini), Franco Corelli, Franca Duval, Afro Poli (voix de Giangiacomo Guelfi), direction Oliviero De Fabritis, réalisation de Carmine Gallone.
- 1967 : La Traviata (Verdi), Anna Moffo, Franco Bonisolli, Afro Poli (voix de Gino Bechi), réalisation de Mario Lanfranchi, durée 90 minutes environ.